# Укрепление монархии в Португалии
Укрепление монархии в Португалии (1279—1415 годы) — период в истории Португалии, следующий за установлением монархии в королевстве.
Главные проблемы, с которыми в этот период столкнулась португальская монархия, были уже не военными, а социальными, экономическими и институциональными.

## Правление Диниша I

Иберийский полуостров в 1275 г.

Правление Диниша не было периодом безмятежного мира. В начале его легитимность оспаривалась братом Афонсу, что вызвало короткую гражданскую войну.
Враждебность между Португалией и вновь объединёнными королевствами Леона и Кастилии была прекращена в 1297 году Алканьисесе заключением союзного соглашения, по которому Фердинандо IV Кастильский женился на дочери Диниша Констансе, в то время как сын Диниша Афонсу женился на Беатрисе Кастильской, дочери Фердинанда.
Дальнейшая вспышка гражданской войны — на сей раз между королём и его наследником — была предотвращена королевой-супругой Изабеллой Португальской, которая вышла замуж за Диниша в 1281 году, и была канонизирована римско-католической церковью за многие её добродетели в XVI веке. Изабелла проскакала на лошади между приготовившимися к битве войсками и ей удалось добиться достойного мира между мужем и сыном.
Эти войны были слишком короткими, чтобы оказать серьёзное влияние на социальное восстановление — дело, которому король Диниш был предан. В начале его правления португальский народ был далёк от однородности, и о временах, когда составляющие его расы (мавры и мосарабы на юге, галисийцы на севере, иудеи и иностранцы-крестоносцы) прочно слились бы в единую нацию, приходилось лишь мечтать.
Между тем множество экономических проблем требовали немедленного решения. Мавры сделали Алентежу житницей Португалии, но войны свели все их усилия на нет, и обширные земли лежали в запустении. Торговля и образование также отступили на второй план в период борьбы нации за существование. Машина государственного управления не соответствовала нуждам времени и была отягощена властью феодальных и церковных судов. Верховенство Короны, хотя и признавалось, все ещё не было прочным.
Необходимые реформы начал Диниш. Он заслуженно получил в истории звание «короля-земледельца» (порт. rei lavrador), введя усовершенствованные методы выращивания культур и основав сельскохозяйственные школы. Он стимулировал морскую торговлю, заключив договор с Англией (1294 год) и основав королевский флот (1317 год) под командованием генуэзского адмирала по имени Эммануэль ди Пезанья (Manoel Pessanha).
В 1290 году он основал Университет в Коимбре. Он был поэтом и покровителем литературы и музыки. Его главные административные реформы были нацелены на сохранение централизованного правительства и ограничение юрисдикции феодальных судов. Он поддержал и придал государственный статус военным орденам.
В 1290 году португальские рыцари Сантьяго (São Thiago) были чётко отделены от испанского ордена. Ордена Крато и Святого Бенедикта Ависского были уже основаны, традиционными датами их создания считаются 1113 и 1162 годы.
После обвинения тамплиеров папой Климентом V в 1312 году комиссия духовенства провела расследование предъявленных обвинений против португальской ветви ордена и истолковала дело в пользу тамплиеров. Поскольку тамплиеры были богаты, влиятельны и лояльны короне, Диниш воспользовался смертью Климента V и сохранил опальный орден под новым именем. Орден Христа, как он в дальнейшем именовался, получил благословение папы в 1319 году и сыграл впоследствии важнейшую роль в колониальной экспансии Португалии.

## Правление Афонсу IV

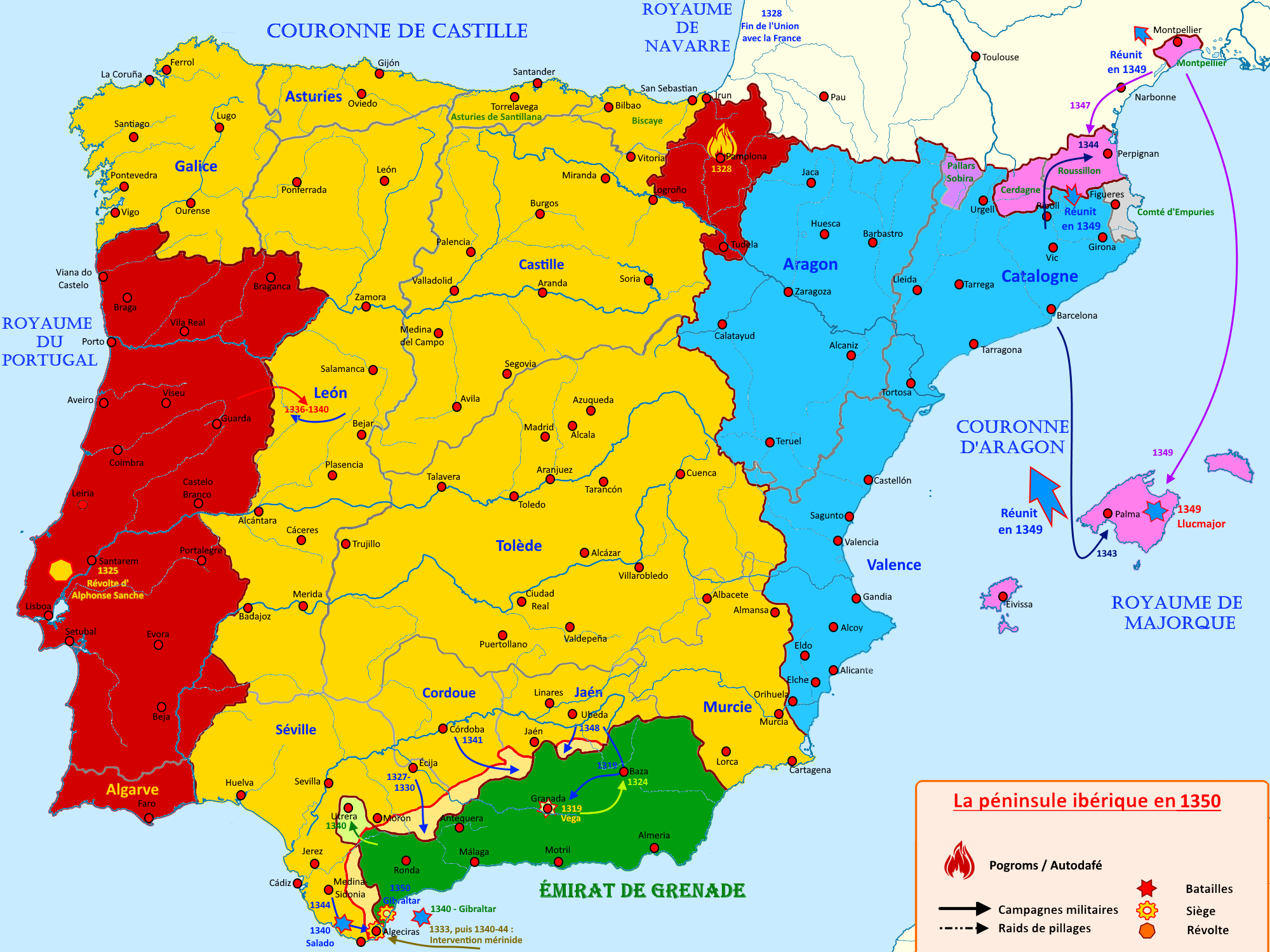
Иберийский полуостров в 1350 г.

Афонсу IV остался верен династической политике Диниша. Он договорился о помолвке своей дочери Марии с Альфонсо XI Кастильским (1328 год), но брак разжёг войну, ради предотвращения которой был заключен, и мир был восстановлен лишь в 1330 году после очередного вмешательства королевы Изабеллы.
Педру, наследник престола, женился затем на Констансе, дочери графа Пеньяфиеля (близ Вальядолида), и Афонсу IV привёл сильную португальскую армию на помощь Кастилии в битве против мавров Гренады и их африканских союзников. В победе христиан на берегах реки Саладо, близ Тарифа, он получил свой исторический титул Афонсу Храбрый (1340 год).
В 1347 году он выдал свою дочь Леонор замуж за Педро IV Арагонского.
Поздние годы его правления были омрачены трагедией Инеш де Каштру. Умер он в 1357 году и первые действия его наследника Педру были направлены на отмщение убийцам Инеш.

## Правление Педру I

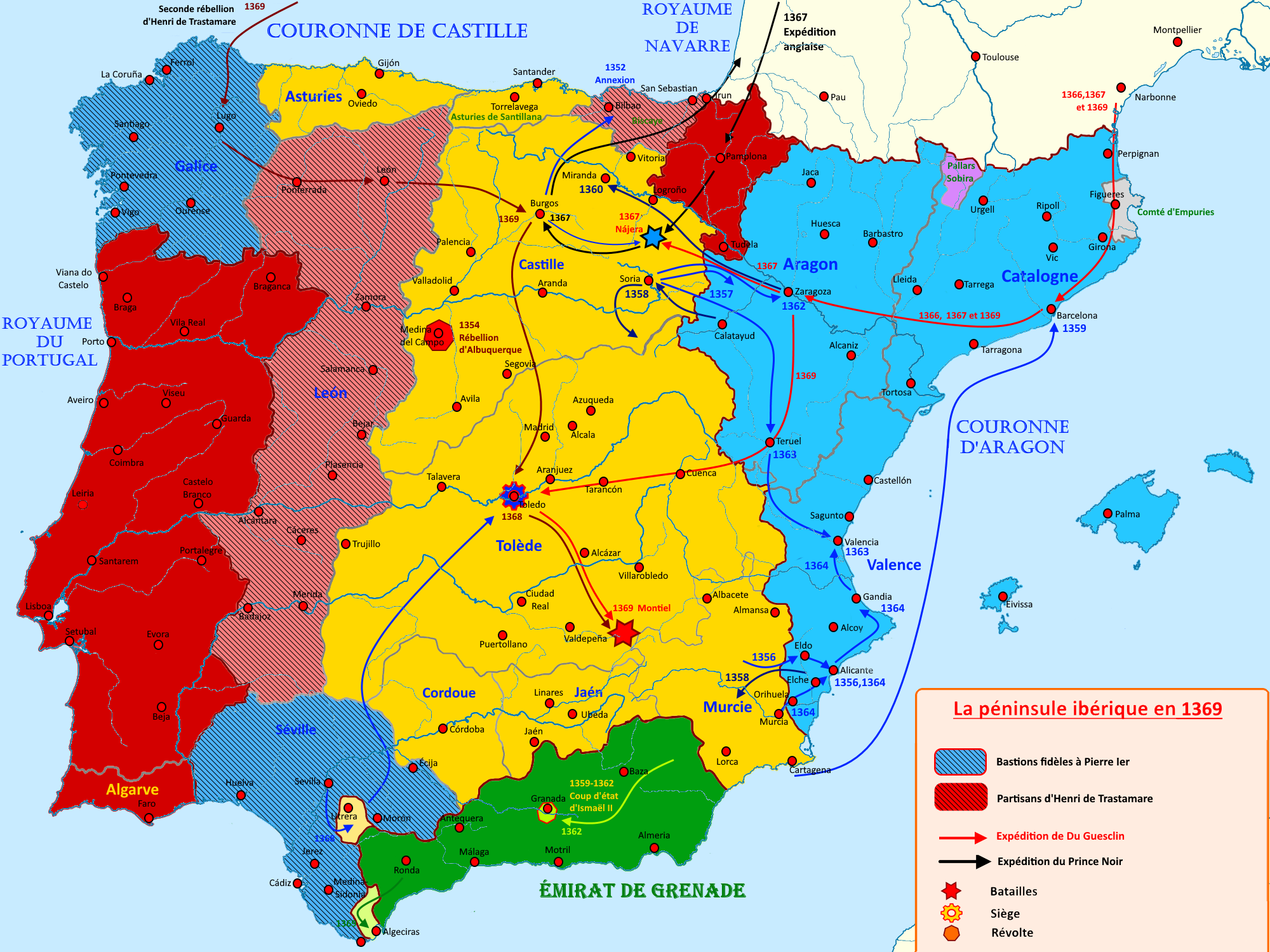
Иберийский полуостров в 1369 г.

Во время своего правления Педру усилил центральную власть за счёт аристократии и церкви путём строгого принуждения к соблюдению порядка и законов. В 1361 году на кортесе Элваш было постановлено, что привилегии духовенства следует считать действительными лишь постольку, поскольку они не вступают в противоречие с королевскими прерогативами.
Педру поддерживал дружественные отношения с Англией, где в 1352 году Эдуард III издал декларацию, благоприятствующую португальской торговле, и в 1353 году португальский дипломатический представитель Афонсу Мартинш также подписал соглашение с лондонскими коммерсантами о взаимном доверии во всех коммерческих сделках.
Внешняя политика Диниша, Афонсу IV и Педру I была, как правило, успешной в своей основной цели — сохранении мира с христианскими королевствами Испании, и как следствие, Португалии удалось значительно продвинуться в росте благосостояния и развитии культуры. Они укрепляли монархию постольку, поскольку она являлась национальным институтом, препятствующим тирании духовенства и знати.
В период правления Фернанду I (1367—1383) и регентства Леоноры правящая династия перестала представлять интересы португальской нации, и народ прервал правление этой династии, избрав нового правителя.
Вкратце о событиях, приведших к кризису 1383—1385 годов.

## Правление Фернанду I

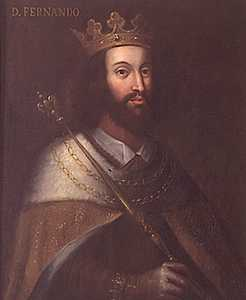
Король Фернанду I

Фернанду I, слабый, но амбициозный и беспринципный король, заявил права на троны Кастилии и Леона, оказавшиеся вакантными после смерти Педро I Кастильского (1369 год). Фернанду обосновывал свои и Леоноры притязания тем, что его бабка Беатрис (1367—1385) стояла в ряду законных наследников трона Кастилии.
Когда большинство кастильской знати отказалось признать португальского государя и приняло Генриха Трастамара как Генриха II Кастильского, Фернанду вступил в альянс с маврами и арагонцами, но в 1371 году вмешался папа Григорий XI, и было постановлено, что Фернанду должен отказаться от своих притязаний, женившись на Леоноре, дочери своего более успешного соперника.
Фернанду, однако, предпочёл свою португальскую возлюбленную, Леонору Теллеш де Менезеш, на которой в конечном счёте и женился. В наказание за такое пренебрежение Генрих Кастильский вторгся в Португалию и взял Лиссабон в осаду.
Фернанду I обратился к Джону Гонту, который также претендовал на кастильский трон по линии своей супруги — Констансы — дочери Педро I Кастильского. Альянс между Англией и Португалией был заключен в 1380 году; и хотя Фернанду заключил мир с Кастилией в 1374 году, в 1380 году после смерти Генриха Кастильского он возобновил свои претензии и направил Жуао Фернандеша Андейру, графа Оурень, за помощью Англии.
В 1381 году Ричард II направил значительные силы в Лиссабон и состоялась помолвка принца Эдуарда с Беатрис, единственным ребёнком Фернанду, которая была признана наследницей кортесами в Лейрии (1376).
В 1383 году, однако, Фернанду заключил мир с Хуаном I Кастильским в Салватерре, отступившись от своих английских союзников, которые ответили на это опустошением части его королевства. По соглашению Салватерра Беатрис вышла замуж за Хуана I Кастильского.
Полгода спустя Фернанду умер, и в соответствии с условиями соглашения, Леонора вступила в регентство до наступления дееспособности своего внука — старшего сына Хуана I и Беатрис.
У Леоноры долгое время была интрига с графом Оуренем, чьё влияние вызывало негодование аристократии, к тому же её тирания подняла мятежные оппозиционные настроения. Недовольные избрали своим лидером дона Жуана, великого магистра Ависского рыцарского ордена, побочного сына Педру Сурового, и организовали восстание в Лиссабоне, совершив убийство графа Оуреня в королевском дворце 6 декабря 1383 года.
Леонора бежала в Сантарен и попросила помощи Кастилии, в то время как дон Жуан Ависский был провозглашён «защитником Португалии». В 1384 году кастильская армия окружила Лиссабон, но встретила героическое сопротивление, и после пяти месяцев осады отступила в связи со вспышкой чумы.
Хуан I Кастильский, узнав о планах Леоноры отравить его (либо под предлогом раскрытого заговора) заключил её в Тордесильский монастырь, где она и умерла в 1386 году.
16 апреля 1385 года собрание Кортесов в Коимбре провозгласило выборность короля Португалии и избрало, по прошению советника Жуао даш Реграш, дона Жуана Ависского королём. Ни одно постановление ранних Кортесов не было столь значительным, как эти выборы в Коимбре, определённо утвердившие национальный характер монархии. Выбор великого магистра Ависского ордена вновь ратифицировал старинный союз короны и общин, включив знать и духовенство. Нация была объединена.

## Правление Жуана Ависского

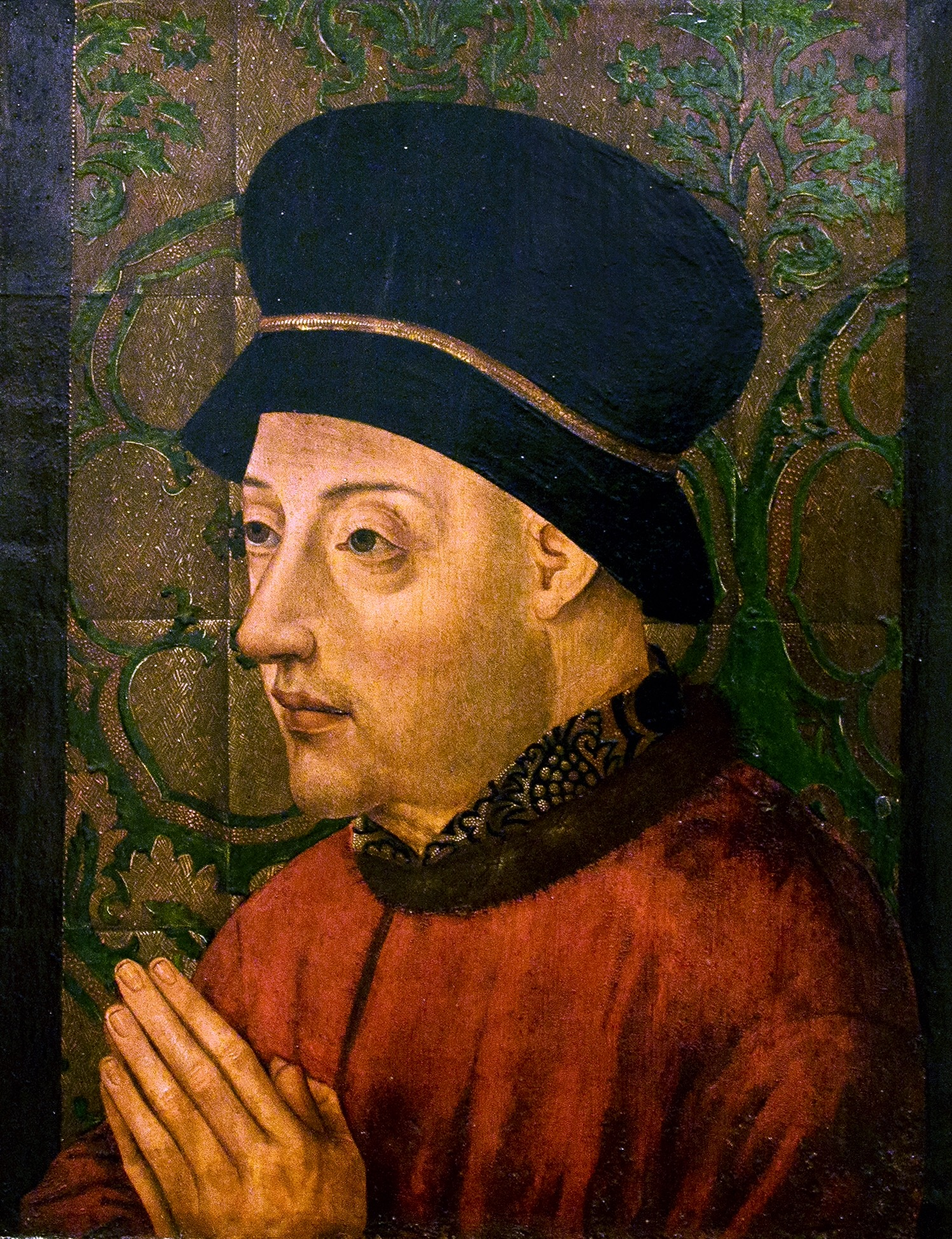
Король Жуан I

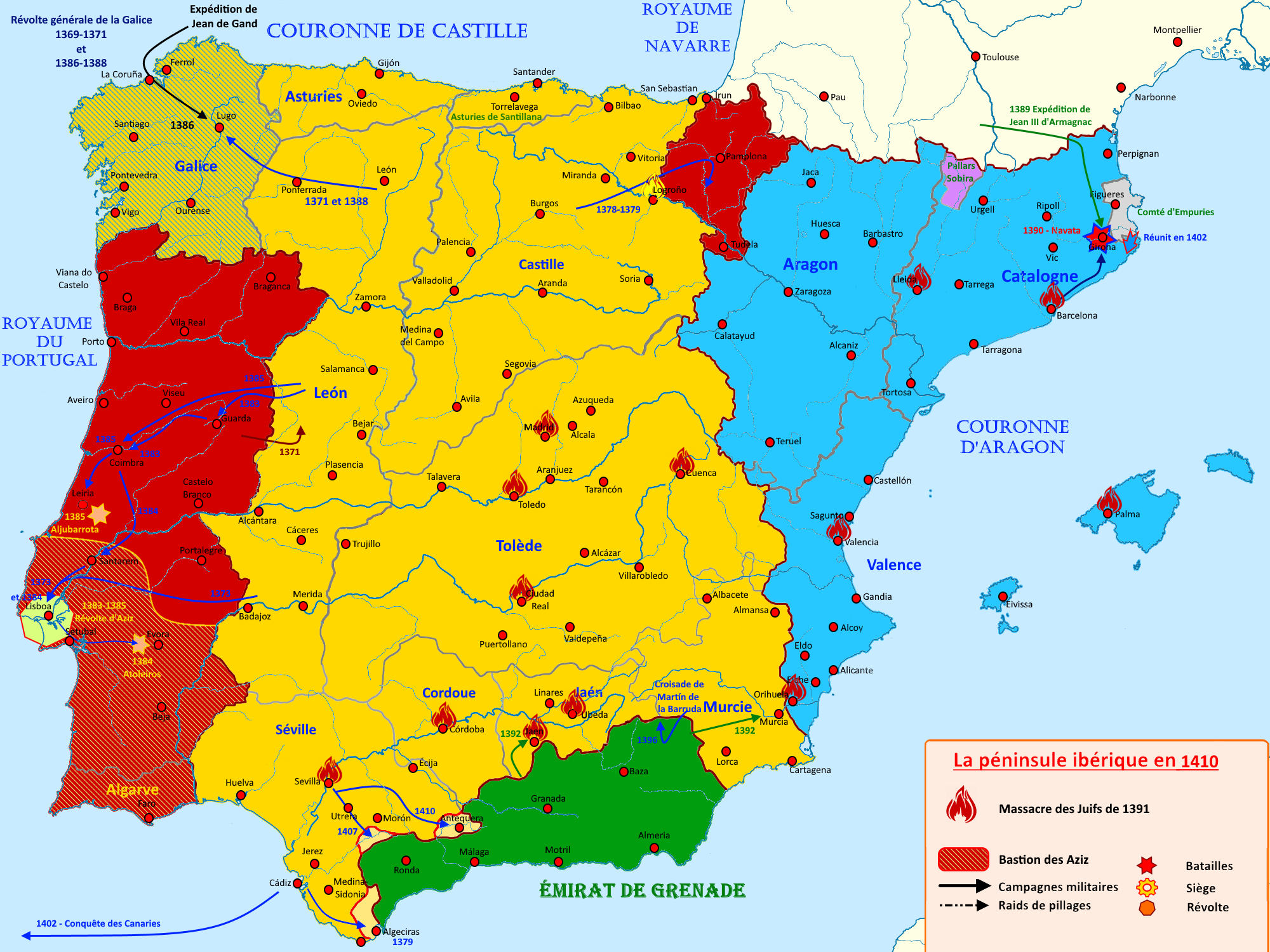
Иберийский полуостров в 1410 г.

Фернанду I был последним легитимным потомком графа Энрике Бургундского. С Жуана I взяла начало новая династия — Ависский дом. Наиболее важной проблемой, с которой предстояло столкнуться королю и группе государственных мужей под предводительством Жуао даш Реграша и «Святого Коннетабля», Нуну Алвареша Перейры, формировавших всю политику, была угроза кастильской агрессии.
14 августа 1385 года португальская армия, усиленная 500 английскими лучниками, нанесла поражение кастильцам при Алжубарроте. Этой победой португальцы завоевали статус равной среди сильнейших военных держав на Пиренейском полуострове.
В октябре Нуну Алвареш Перейра одержал ещё одну победу в Вальверде; в начале 1386 года португальская армия получила подкрепление в 5000 английских солдат под командованием Джона Гонта, и Виндзорским соглашением 9 мая 1386 года альянс между Португалией и Англией был укреплён и расширен. Против такой комбинации кастильцы были бессильны, и в 1387 году было заключено перемирие, которое периодически возобновлялось до 1411 года, когда был заключен окончательный мир.
Дон Диниш, старший сын Инеш де Каштру, претендовал на трон и вторгся в Португалию в 1398 году, но его сторонники были легко разбиты.
Внутреннюю и внешнюю политику, проводимую Жуаном I до самой его смерти в 1433 году, вкратце можно описать следующим образом. Внутри страны он поощрял административные реформы, стимулировал развитие сельского хозяйства и торговли, и для обеспечения лояльности знати он столь щедро раздавал привилегии и земли, что к концу его правления многие дворяне, имевшие полные феодальные права, стали почти независимыми принцами. Целями внешней политики были мир с Кастилией и дружественные отношения с Англией.
В 1387 году он женился на Филиппе Ланкаширской, дочери Джона Гонта; Ричард II направил войска ему на помощь при вторжении дона Диниша; Генрих IV, Генрих V и Генрих VI впоследствии ратифицировали Виндзорское соглашение; Генрих IV даровал своему союзнику титул рыцаря Ордена Подвязки в 1400 году.
Монастырь в Баталье, основанный в память победы при Алжубарроте, является архитектурным свидетельством английского влияния, превалировавшего в Португалии в то время.
Кортесы в Коимбре, битва при Алжубарроте и Виндзорский договор отметили три высшие ступени в консолидации португальской монархии.
Период заморской экспансии начался тогда же, в правление Жуана Ависского, с захвата Сеуты в Марокко. Три старших сына его и Филипы Ланкастерской — Дуарте, Педру и Энрике (прославленный как Генрих Мореплаватель) — хотели принять рыцарство в битве против мавров, исторических недругов своей страны и веры.
В 1415 году португальский флот под командованием короля и трёх принцев выиграл сражение при Сеуте. Английские воины были также направлены Генрихом V для участия в экспедиции, которая оказалась успешной. Город был взят, и в нём был размещен гарнизон, и таким образом был установлен первый португальский аванпост на африканском континенте.